# Оні (міфологія)

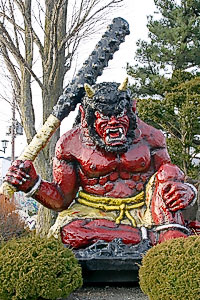
Статуя червоного оні, охоронця Пекла

О́ні (яп. 鬼) — в японській міфології та фольклорі різновид йокаїв, людиноподібні демони-людоїди, творці різних стихійних лих і хвороб. Європейські аналоги оні — огри або чорти.

## Етимологія
Слово «оні» походить з прочитання на канджі ієрогліфа 隠 — «приховувати». В словнику Вамьо Руйдзюсьо наводиться пояснення, що демони оні переховуються поміж речей, коли не бажають з'являтися. Інший ієрогліф, яким позначаються оні, 鬼 (піньїнь — ґуй, ютпхін — ґвай) означає дух померлої людини, не обов'язково злий.

## Вигляд і спроможності

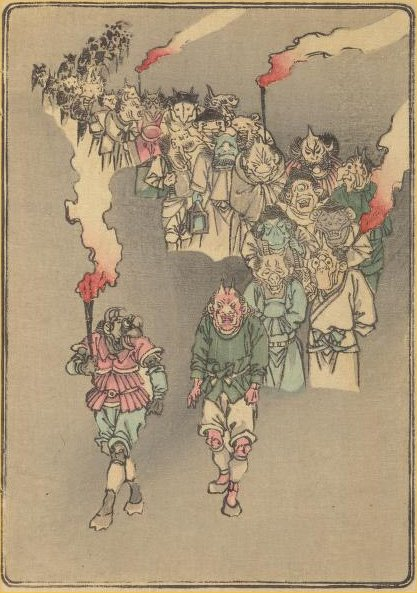
Марш оні, ілюстрація 1886 р.

Оні описуються як напрочуд сильні та живучі велетні з червоною, блакитною, жовтою або чорною шкірою. Вони мають великі ікла, що стирчать з рота, та скуйовджене волосся. На голові в оні є один або два роги, інколи також третє око на лобі або навпаки, око взагалі одне. Часом їм приписувалася наявність зайвих пальців на руках і ногах. Оні бувають як чоловічої, так і жіночої статі. Озброєні залізною палицею з шипами (канабо), носять набедрену пов'язку (фундосі) з тигрової шкіри.
Незважаючи на свій пришелепкуватий зовнішній вигляд, оні дуже хитрі та розумні. Полюбляють їсти людське м'ясо та здатні перетворюватися на людей, щоб заманити їх у пастку чи завадити якійсь благочесній справі. Оні під силу однаково набути подоби як чоловіка, так і жінки. Наприклад, в деяких легендах оні кличуть поодиноких людей приєднатися до бенкету, а потім намагаються їх зжерти. В інших історіях оні в подобі жінки просить перехожого чоловіка провести її додому, після чого несподівано набуває справжнього жахливого вигляду. Буває, оні перетворюються на спокусливих жінок, незалежно від власної статі. Втім, у більшості фольклорних історій людям вдається втекти від оні чи обдурити їх. Вбити оні, однак, надзвичайно складно, позаяк відрубані частини їхнього тіла приростають назад.
Оні приписувалася здатність створювати землетруси, блискавки та бурі. Вважалося — вони можуть напасти під час бурі чи перетворитися на блискавку та вбити чи спричинити руйнування. Також оні приписувалася робота в пеклі (Дзіґоку) — де вони мучать грішників, розрізаючи їх на частини.
Вважалося, що гнівливі люди можуть перетворитися на оні після смерті. А особливо злі — і за життя. Існував забобон, що діти, народжені з зубами — це оні. Зрідка ці демони бувають добрі до людей і навіть служать їхніми захисниками. В одній казці оні проковтує хлопчика, але той розрізає його зсередини мечем. Після цього оні дає йому чарівний молоток, здатний створювати їжу та коштовності. В іншій казці оні закохується в жінку і вона вимагає від нього подарунків. Оні дає їй чарівні плащ і шапку, здатні робити невидимими, і молоток, який приносить удачу.
Місцями вірили, що оберіг з листя падуба та сушених голів сардин захищає від оні.

## Оні в культурі
Оні — часті персонажі японського фольклору. Подібно до українських історій про зустрічі з чортами, в японських переказах людям часто вдається звести нанівець всі зусилля демонів. У той же час в деяких переказах оні перемагають людей, передусім ті оні, на яких перетворилися інші люди з метою здійснити помсту. Наприклад, в одній легенді несправедливо засуджений чоловік заморив себе голодом до смерті, щоб перетворитися на оні, та звабив дружину імператора Фудзівари но Йошіфусу. Інша легенда описує, що несправедливо звинувачений Суґавара но Мітідзане після смерті став оні, перетворився на блискавку та вдарив у імператорський палац. Оні крім того часом називали людей, що не перебувають під владою імператора. Повір'я стверджували, що люди, котрі живуть в горах, це нащадки оні.
На традиційних житлах могли поміщатися зображення облич оні, звані оніґавара, призначені відлякувати невдачу. Північно-західний напрямок кімон (鬼門) в езотеричній космології Оммьодо вважався нещасливим. Дослівно його запис означає «брама оні».
Щорічно на свято Сецубун, 3 лютого, в Японії проводиться церемонія вигнання оні. За звичаєм, хтось із родини проходить у двері, одягнувши маску оні, а інші промовляють «Демони геть! Удача заходь!» (鬼は外! 福は内!). В Японії існує гра «оніґокко» («гра оні»). Людина, що має наздогнати іншу, в цій грі називається «оні».
Під час Другої світової війни в подобі оні в засобах пропаганди зображалися вороги Японії: американці, британці, росіяни та китайці. Рузвельт, Черчілль, Чан Кайші малювалися з рогами оні. Популярним був образ казкового хлопчика Момотаро, що бореться з іноземцями, показаними як оні.
В казках Хіросуке Хамади оні постають справедливими та здатними на самопожертву заради людей. Коріння такого образу вбачаються в образі Ямамби — невидимої відьми чи оні-жінки, що живе в горах і допомагає подорожнім. У манзі Такахасі Руміко оні постають як інопланетяни, а одна з них, на ім'я Лум, зображається як сексуальна дівчина, що володіє «тигровим» одягом і здатністю створювати блискавки.

## Галерея

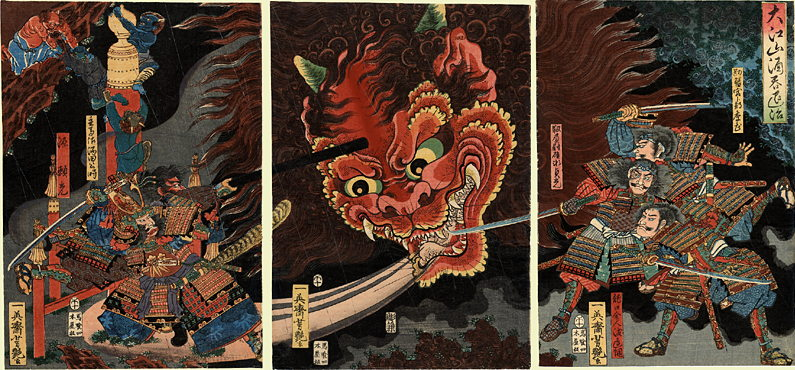
Злий дух Йошіцуя: Мінамото-но Йоріміцу виганяє злого духа гори Оеяма, малюнок близько 1860 р.
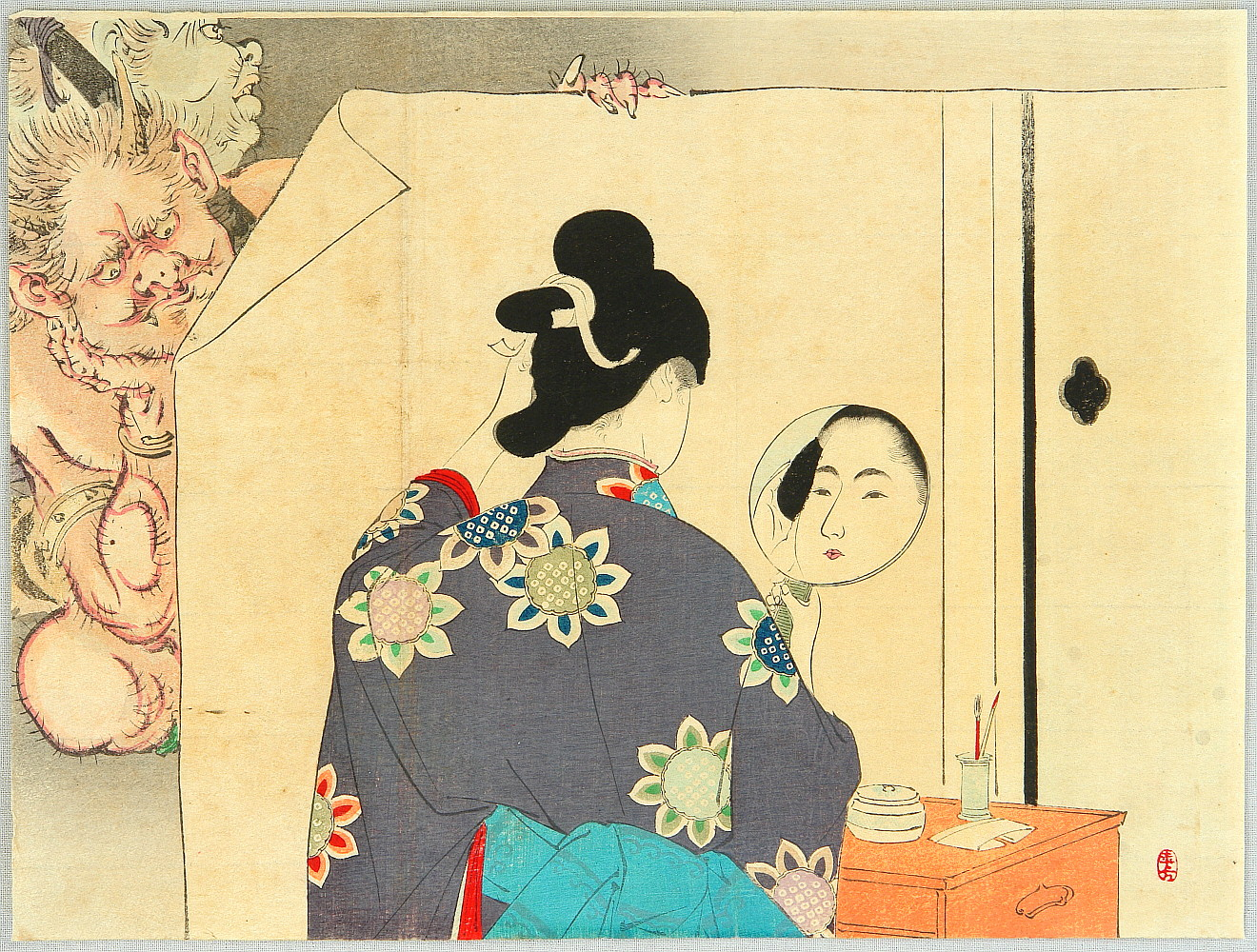
Оні спостерігає за красунею, ілюстрація 1900 р.
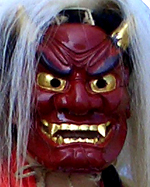
Маска оні
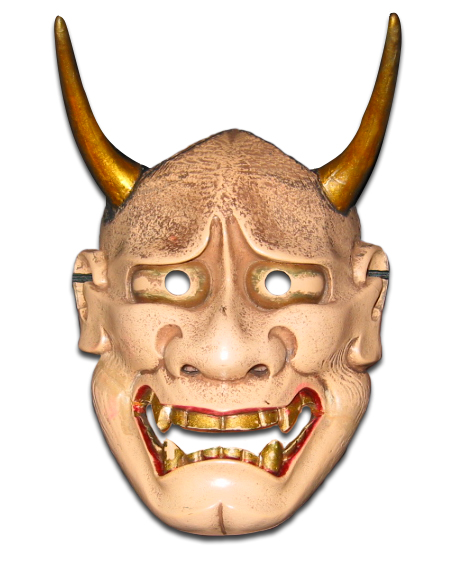
Маска оні
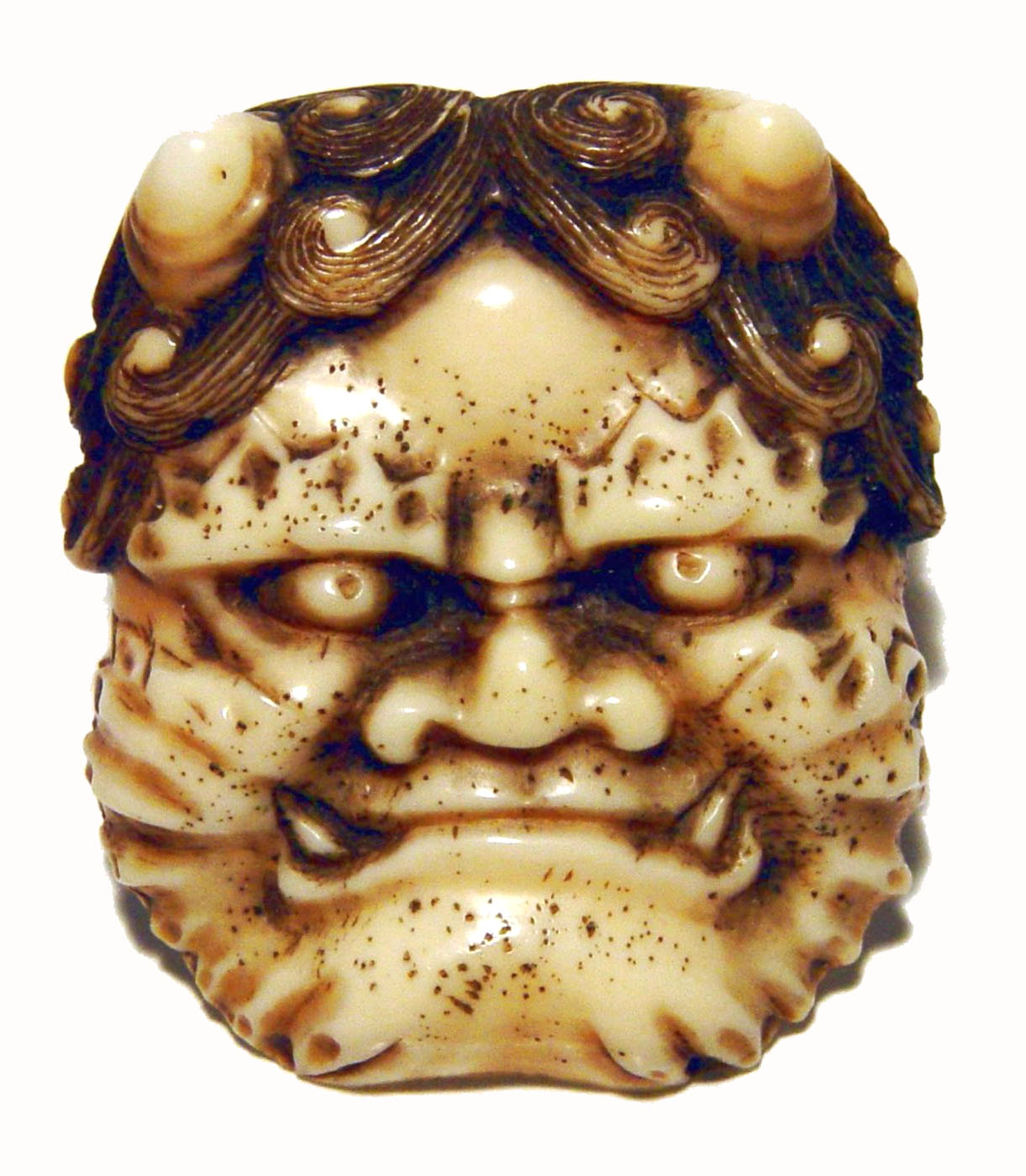
Нецке оні, XIX ст.
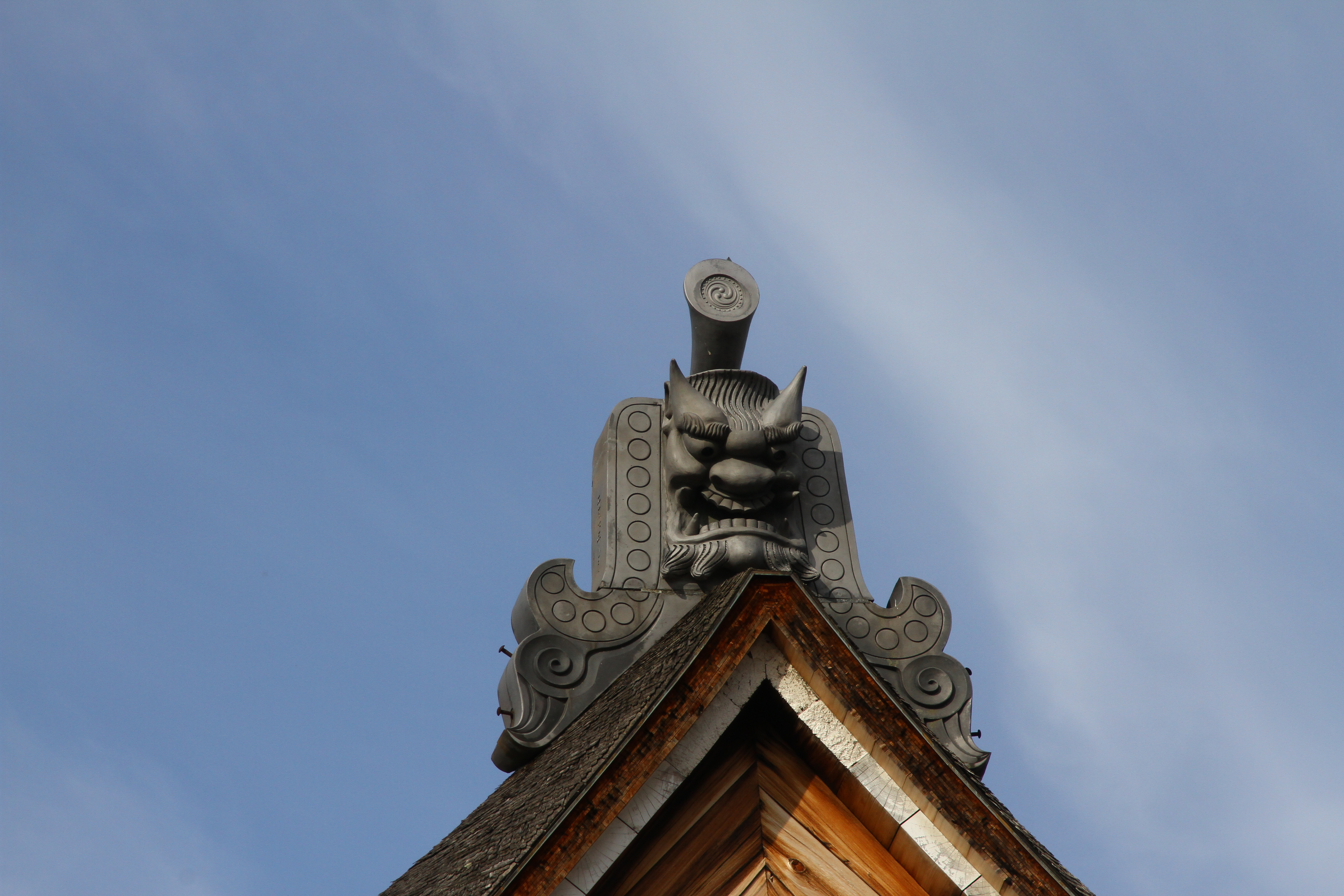
Оніґавара на даху старовинного будинку
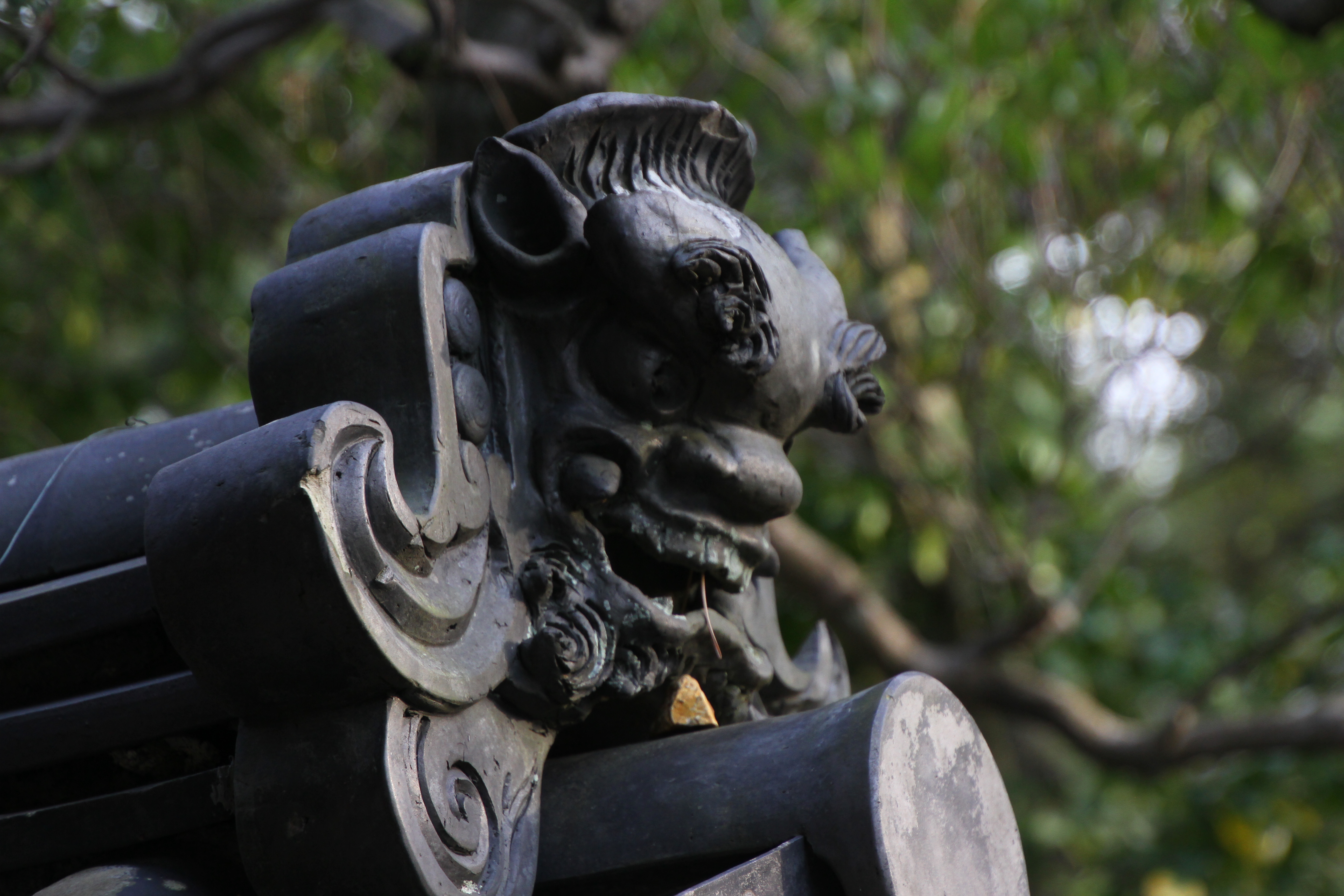
Оніґавара
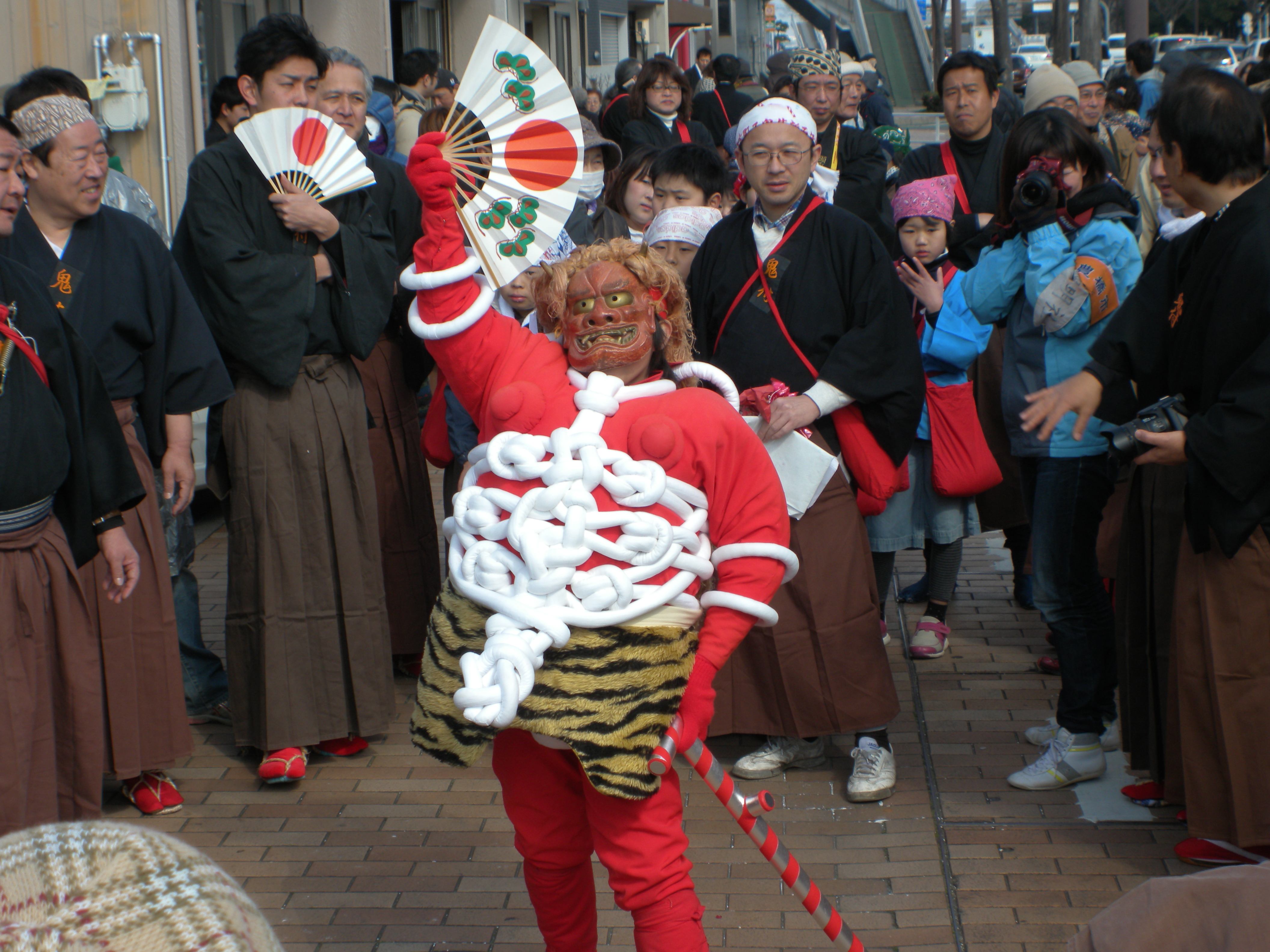
Актор у костюмі оні, 2015 р.